# ایرج رحمانپور
ایرج رحمانپور (زاده ۲۰ بهمن ۱۳۳۵) شاعر، خواننده و ترانه‌سرای ایرانی است. او دارای آثار نوشتاری و موسیقی دربارهٔ فرهنگ و هنر منطقهٔ زاگرس و  زبان مینجایی  و لکی است. وی هم‌اکنون در کوهدشت استان لرستان زندگی می‌کند.

## زندگی
رحمانپور در خرم آباد و در محله باجگیران زاده شد. او تا کلاس سوم ابتدایی در خرم آباد بود ولی بعد از آن دوره به همراه مادرش به کوهدشت رفت و کودکی و نوجوانی را در سرزمین پدری‌اش کوهدشت سپری نمود. از کودکی با توجه به توانایی‌اش در آواز و آوازخوانی به این حرفه روی آورد. زندگی در یک منطقهٔ باستانی و آشنایی با فرهنگ و هنر «سرزمین مفرغ» او را به مطالعهٔ زبان و فرهنگ کهن سوق داد. وی از دهه پنجاه تا کنون به سرایش ترانه و خوانش این آثار مشغول است. او در ترانه‌هایش از مجموعه زبانهای لری خرم‌آبادی و لکی استفاده می‌کند. آثار او نقش ویژه‌ای در احیا  زبان مینجایی و زبان لکی و آشنایی مردم با اشعار لری خرم‌آبادی (مینجایی)داشته‌است. او متأهل، دارای چهار فرزند و از سال ۱۳۷۰ ساکن تهران است. وی هم‌اکنون در زمینه فرهنگ عامه و زبان پژوهش می‌کند.

## سبک
بن مایهٔ آوازهای او را «هوره» و «مویه» تشکیل می‌دهد. او از موسیقی کار، آیین‌های نمایشی، موسیقی سوگ، موسیقی جشن، حماسه، لالایی‌ها و اسطوره‌ها بهره می‌برد. رحمانپور موسیقی قدیمی و ملودی‌های فولکلور را با جریانهای اجتماعی و سیاسی تاریخ معاصر تلفیق نموده‌است. به همین دلیل او را «حنجره زخمی زاگرس» نامیده‌اند. او با موضوعات زیر آثار هنری خلق نموده‌است: آوارگان شیمیایی حلبچه، زلزله زدگان بم، زلزله زدگان رودبار و منجیل، جنگ ایران و عراق، خودسوزی زنان در ایلام و لرستان، فقر و اعتیاد، وطن‌پرستی، تنهایی انسان معاصر، نابودی فرهنگ، با یاد حسین پناهی (شاعر و بازیگر)، با یاد حسین شیدایی (بازیگر)، در بزرگداشت انفال (کشتار کردهای عراقی) در گوتنبرگ سوئد.

## دلخوری و اعتراض بهمحسن نامجو
وی در گفتگویی گفته‌است: آقای نامجو کارهای مرا به‌طور مستقیم استفاده می‌کند اما بعد می‌گوید این‌ها را از یک روستایی شنیده‌ام و خودم این‌ها را پیدا کردم.

## مجموعه اشعار
مجموعهٔ کامل اشعار لری و لکی وی در کتابی با عنوان «تونه می‌نویسم سرزمینم»، «تو را می‌نویسم، سرزمینم» توسط سهراب آزادی گردآوری و به همراه ترجمهٔ فارسی منتشر شده‌است. برخی شعرهای وی در نشریات منتشر شده‌است.

## آثار

### ترانه‌سراو خواننده
- جَرَس (۱۳۵۹)
- بهارباد (۱۳۶۹) - به آهنگسازی علی اکبر شکارچی
- آینه اشک (۱۳۷۲)[۱۱]
- گل آتش (۱۳۷۶)[۲]
- سفر امید (۱۳۸۳)
- سِتین اِشکسه (۱۳۸۵)
- آسو (۱۳۸۷)
- آرش (شعر حماسی دارجنگه، نوشاد ابوالوفایی)
- هَچایه (۱۳۸۹)
- وانو (۱۳۹۱)
- ایلبار (۱۳۹۵)
- به لهجه مفرغ (۱۳۹۶)
- زا (۱۳۹۶)

### تک آهنگ‌ها
- چَمَر ۱۳۶۸
- سرود وطن، صدا و سیمای تهران ۱۳۶۸
- بانو بهار ۱۳۶۹
- ساقی ۱۳۷۰
- موسیقی فیلم «آخرین تک‌سوار ایل»، ساختهٔ محمد سیف زاده ۱۳۷۷
- بشنو، جهان بشنو ۱۳۷۷ (با همکاری گروه موسیقی چهل دف)
- زلزله بم ۱۳۸۳
- تَژگا ۱۳۹۰
- هِنا ۱۳۹۱
- آواز در «پوئم سمفونی حلبچه» ساخته بیژن کامکار(۱۳۹۰)[۱۲][۱۳]
- ترانه‌سرای آلبوم موسیقی:
- «کوهسار» (۱۳۶۲)
- «داغ شقایق» (۱۳۶۶)
- «میراث» (۱۳۷۰)
- «تال» (۱۳۷۰)
- «چوپی» (۱۳۷۸)
- «همدنگ» و «همراز» (۱۳۸۰)
- «راز انار» (۱۳۸۷)